# Den brinnande ängeln

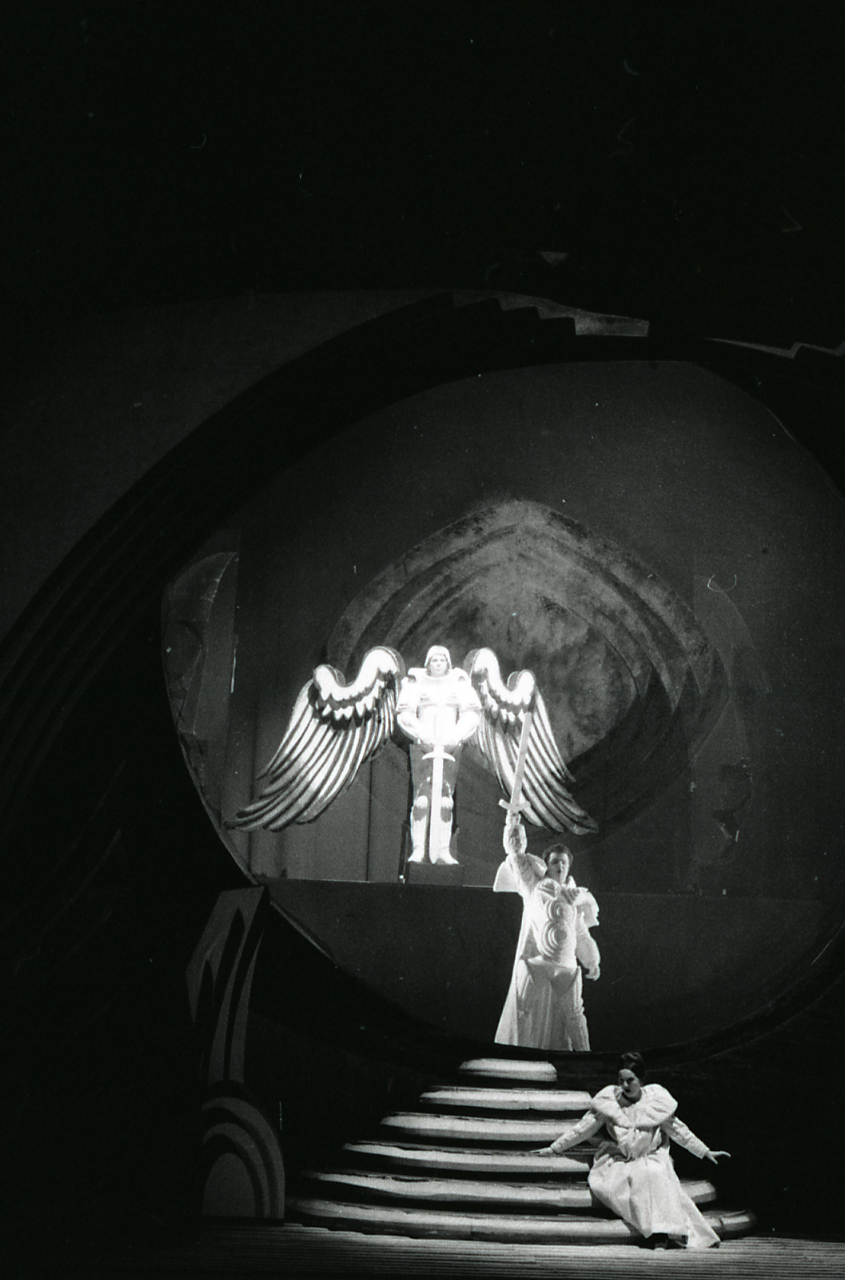
Photo Paolo Monti, 1973

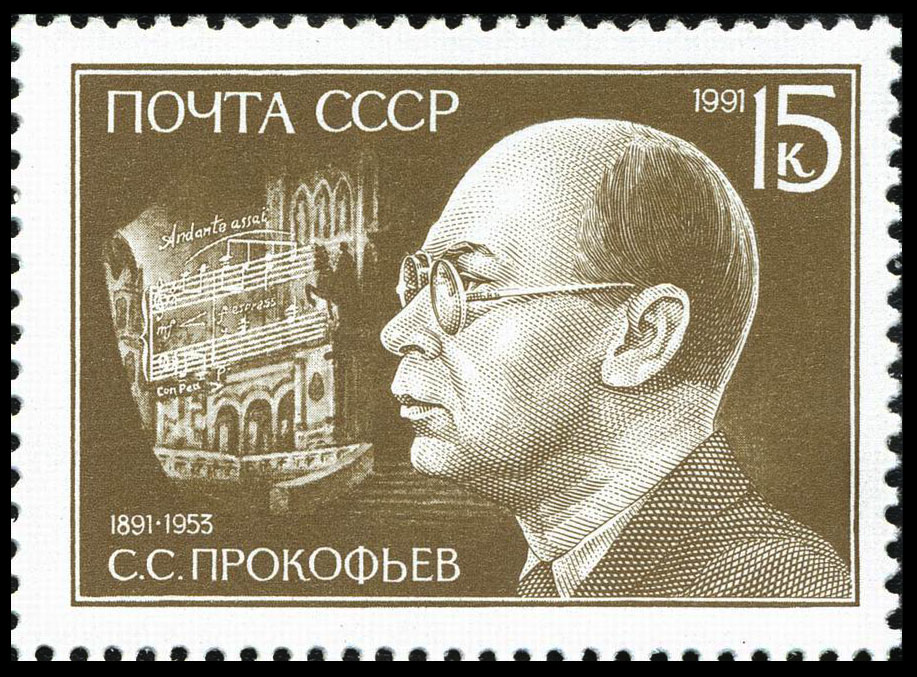
Prokofjev på sovjetiskt frimärke 1991.

Den brinnande ängeln (Ryska: Огненный ангел — Ognennij angel, op. 37, är en opera i fem akter (sju tablåer) med musik av Sergej Prokofjev och till ett libretto av tonsättaren som bygger på en roman med samma titel av Valerij Brjusov.

## Historia
Prokovjev komponerade operan i USA i början av 1920-talet, men fick den aldrig uppförd. Därför använde han en del av musiken i den tredje symfonin. På 1950-talet återfanns partituret i Paris och man upptäckte då operans kvaliteter, men den har en stor svårighetsgrad såväl vokalt som sceniskt, vilket gör att den knappast kan bli ett stående repertoarverk. 
Den brinnande ängeln hade urpremiär i en konsertversion den 25 november 1954 i Paris och i en scenisk version i Venedig den 14 september 1955. Den svenska premiären ägde rum på Stockholmsoperan säsongen 2001-2002.

## Personer
- Riddar Ruprecht (basbaryton)
- Renata (sopran)
- Värdshusvärdinnan (alt)
- Uppassaren (baryton)
- Häxan (mezzosopran)
- Jakob Glock (tenor)
- Agrippa von Nettelsheim, filosof (tenor)
- Furst Heinrich (stum roll)
- Doktorn (tenor)
- Mefistofeles (tenor)
- Faust (baryton)
- Värdshusvärden i Köln (baryton)
- Abbedissan (mezzosopran)
- Inkvisitorn (bas)
- Två¨unga nunnor (sopraner)

## Handling
Operan utspelar sig i och omkring Köln på 1500-talet och behandlar svartkonst på ett sarkastiskt och humoristiskt vis. Den handlar om den unga kvinnan Renata som är förälskad i en eldsängel, som hon tror uppenbarades för henne i barndomen. Hon identifierar senare ängeln med Furst Heinrich, som först tar henne till älskarinna, men sedan överger henne. Hon tar hjälp av riddar Ruprecht i jakten på ängeln. Även om hon tror att hennes motiv är heliga, så tyder närvaron av Faust, Mefistofeles och andra demoner på motsatsen. Hennes besatthet leder in i det ockulta. Hon och Ruprecht upplever många bisarra äventyr. På slutet klarar sig Ruprecht, men Renata döms till döden på bålet av inkvisitionen efter vittnesmål av Ruprecht och Mefistofeles.   

## Inspelningar (urval)
- The fiery angel. Gorchakova, Leiferkus, Pluzhnikov, Ognovanko. Kirovoperans kör och orkester. Gergiev, dirigent.[1]